# Mary Lynn Rajskub
Mary Lynn Rajskub (Detroit, 22 de junho de 1971) é uma atriz americana.

## Biografia
Fez parte do elenco original de Mr. Show, e teve papéis em The Larry Sanders Show e Veronica's Closet. Apesar de atuar mais em comédia, ela é mais famosa, atualmente, por interpretar a analista de sistemas da Unidade Contra-Terrorismo de Los Angeles Chloe O'Brian, na tão aclmada série 24 Horas desde a terceira temporada e tornou-se numa das personagens mais icónicas da série. 
Também apareceu em Kelsey Grammer's The Sketch Show, Modern Family e em vários filmes, como Serial Slayer, Little Miss Sunshine, Mysterious Skin, Legalmente Loira 2, Doce Lar, Cara, Cadê Meu Carro?, Man on the Moon, Punch-Drunk Love, The Anniversary Party, Caindo na Estrada e Firewall, com Harrison Ford.
Além disso, ela é uma guitarrista e já fez, com Karen Kilgariff, uma dupla cômica chamada Girls Guitar Club. Recentemente, cantou e tocou guitarra em uma participação em Gilmore Girls.
E em 2014 retornou a fazer a personagem Chloe O'Brian na mini-série 24 Horas: Live Another Day estrelada por Kiefer Sutherland.

## Filmografia
- 24 Horas (2001-2010)
- Firewall (2004)
- 24 Horas: Live Another Day (2014)